# Mcallistérite
La mcallistérite ou macallistérite est un minéral très rare, hexaborate de magnésium, hydraté, de faible dureté qui se présente sous forme de petites grappes globulaires de cristaux intimement mêlés à de la ginorite et de la sassolite. Les petites boules mesurent généralement 1 à 2 mm, rarement 1 cm. Les cristaux individuels mesurent moins de 0,2 mm. 
Dans le site d'Argentine, les cristaux rhomboédriques, jusqu'à 12 mm, montrent les formes {0001}, {0112} et {1014}, incrustés dans d'autres borates et sous forme d'efflorescences. 
C'est un minéral secondaire dérivé de veines de colémanite et de pricéite dans un basalte altéré. Sa formule validée par l'IMA est Mg2B12O14(OH)12·9H2O. 

## Historique
Le borate de magnésium hydraté de formule 2MgO · 6B2O3·15H2O, connu depuis plus d'un siècle comme produit de synthèse, a été observé pour la première fois comme minéral naturel en octobre 1954, et décrit par James F. McAllister (1911-2000), géologue de l'U.S. Geological Survey, à prospect Mott (une excavation de borates à ciel ouvert) près de Furnace Creek Wash, dans la zone de la Vallée de la Mort.
En 1965, Schaller, Vlisidis et Mrose le nomment en l'honneur de James Franklin McAllister. 

## Formation et gîtes
La mcallistérite a pu se former dans les évaporites dans les temps prébiotiques, à l'émergence d’une croûte continentale sèche (mode paragénétique 27). Elle a pu procéder aussi de l'hydratation proche de la surface des minéraux antérieurs après la Grande Oxydation qui a eu lieu à partir de 2,4 milliards d'années (mode 47a) ou de l'altération aérienne à faible température des borates (mode 47c). 
La macallistérite est associée à la sassolite, la ginorite, et le gypse dans la localité type, à la starkeyite, (et gypse) à Sterling Hill, dans le New Jersey, à la rivadavite (gisement de Tincalayu en Argentine), à l'hexahydrite, l'hydroboracite et l'hungchaoïte (Chine). La base de données minéralogiques Mindat.org recense 8 gisements dans le monde (en 2024), dont 5 dans les environs de la Vallée de la Mort. 